# Ikako
Ikako (lat. Chrysobalanus), manji biljni rod od tri vrste korisnih polugrmova, grmova i manjeg drveća iz tropskih krajeva Srednje i Južne Amerike, Floride i tropske Afrike. Po rodu imenovana je i porodica Chrysobalanaceae.
Glavna vrstsa, ikako (Chrysobalanus icaco) javlja se u dvije podvrste. Listovi su zimzeleni a cvjetovi aktinomorfni.

## Vrste
1. Chrysobalanus cuspidatus Griseb.
2. Chrysobalanus icaco L.
3. Chrysobalanus prancei I.M.Turner